# Ящерица (телесериал)
«Ящерица» (тур. Kertenkele) — турецкий телесериал, в главных ролях которого сыграли Тимур Аджар и Сера Токдемир. Выходил с 25 октября 2014 по 24 декабря 2016 года на канале ATV. Состоит из трёх сезонов и 85 серий. С третьего сезона имя сериала было изменено на «Ящерица: Возрождение» (тур. Kertenkele: Yeniden Doğuş), а в главных ролях сыграли Ахмет Каякесен и Асена Тугал.

## Сюжет

### 1-й сезон (2014—2015)
С одной стороны, Ящерица — известный мошенник, а с другой — профессиональный преступник и вор, которого так и не смогли поймать комиссар Унсал и другие полицейские. Несмотря на все усилия комиссара Унсала, который одержимо посвятил свою профессиональную жизнь поимке Ящерицы, Ящерица всегда находил способ сбежать от полиции. До того дня, как он встречает Дели Кенана, владельца виллы, которую он считал пустой…
Дели Кенан, находящийся на грани самоубийства из-за предательства возлюбленной, застреливается, несмотря на все уговоры Ящерицы. Вина ложится на Ящерицу. Затем Ящерица увидел горящий дом, когда убегал от полицейских. Несмотря на риск быть пойманным полицией и мафией, он врывается в дом и спасает застрявшего внутри маленького мальчика от огня. Тем временем его ловит полиция, арестовывает и сажает в тюрьму.
В тюрьме над ним издеваются комиссар Унсал и директор тюрьмы. Ящерица, который скорее умрет, чем будет жить в неволе таким образом, госпитализирован из-за таблеток, которую он принял. В больнице он встречает старого и улыбающегося имама в качестве своего соседа по палате. Ящерица, мало интересующаяся религией, какое-то время озорно беседует с имамом, хотя и не проявляет неуважения к имаму. Имам, напротив, очень спокоен, говорит внушительно и всегда улыбается; но он тоже болен и ему осталось немного жизни.
Когда имам входит в ванную, Ящерица пытается сбежать и ему это удаётся он притворяется имамом, убегая от полиции и мафии. При попытке стать имамом с недостаточными религиозными знаниями перед ним предстает Зехра, прекрасная внучка магната недвижимости господина Экрема. Ящерица, влюбившаяся в Зехру с первого взгляда, решает похитить прекрасное сердце Зехры, которой никто не нравится. Но есть кое-что, чего он не знает: Унсал Комиссар — шурин Зехры.
Ящерица работает фальшивым имамом по имени Зия ходжа, стараясь долгое время не попадаться на глаза шурину Зехры – Унсалу. Хотя иногда он находится на грани того, чтобы его поймали, в результате он всегда убегает. По настоянию своего дедушки Экрема, Зехра решает заключить фиктивный брак, чтобы не разбивать сердце дедушки. Для этой работы она выбирает Зия ходжу, Ящерицу. В результате этого фиктивного брака Ящерица начинает жить в роскошном особняке господина Экрема как его примак.
В финале сезона, когда Семих, сын близкого друга господина Экрема, говорит комиссару Левенту и Унсалу, что Зия Ходжа на самом деле Ящерица, Унсал передает это господину Экрему и его семье. Жестокий враг Ящерицы, Сократ, похищает Зехру и сестру Ящерицы и прикрепляет к ним бомбу, чтобы отомстить Ящерице за его племянника. Сократ сказал Ящерице, что Зехра и его сестра находятся в двух складах на расстоянии 2 часа друг от друга и он может спасти только одну из них. Когда Ящерица сделал свой выбор и поехал на склад он не обнаружил там ни Зехру, ни свою сестру Бетюль. Это была ловушка именно для Ящерицы, Сократ взорвал бомбу когда Ящерица был на складе и он получил тяжёлое ранение.

### 2-й сезон (2015—2016)
Ящерица, попавшая в больницу, потерял память и был в коме целый год. Ахмет Шимшек, учитель религии, близнец Ящерицы о котором он не знал, упал с дерева и погиб. Из-за неразберихи в больнице считалось, что вместо Ахмета Шимшека умер Ящерица. Ящерица, которого выписали из больницы через год и память которого до сих пор не восстановилась, продолжает свою жизнь как Ахмет Шимшек. Районский муэдзин Хиджаби и комиссар Унсал некоторое время видят Ящерицу, но им никто не верит. В это время Ящерица работал учителем религиозной культуры в частной средней школе. Во время обучения с ним иногда случаются забавные и тревожные инциденты. Тем временем Хиджаби постоянно приходит в школу Ящерицы, входит в его класс и задает ему разные вопросы перед всеми его учениками.
С другой стороны, Семих настаивает на женитьбе на сестре Ящерицы Бетюль. Кузина Зехры, Мелис, спасена Ящерицей как раз в тот момент, когда она собирается покончить жизнь самоубийством; но память Ящерицы нестабильна. Мелис думает, что Зехра не заслуживает Ящерицу, поэтому какое-то время скрывает от Зехры, что Ящерица жива. Вскоре к Ящерице возвращается память.
Позже Зехра узнает, что Ящерица жив. Ящерица отомстил, заключив Унсала в тюрьму и взорвав Сократа (Своего давнего врага). Когда появляется мафия по имени Барон и загадочный человек по имени Акынджи, Барон дает Ящерице задание похитить Унсала из тюрьмы и работать с ним вместе на него 1 год. Ящерица похищает Унсала из тюрьмы и доставляет его к Барону. Поработав некоторое время с Ящерицей, Барон говорит Унсалу, что его последней миссией будет убить Ящерицу, и делает ему предложение, от которого он не может отказаться.
Первая задача напарников — украсть знаменитую Мону Лизу и принести её Барону. Второе задание Ящерицы и Унсала, успешно похитивших Мону Лизу, — похитить американского ученого Джона Стюарда. Однако Стюард находится под защитой Секретной службы США и турецкой полиции. Ящерица и Унсал похищают Стюарда, а люди Стюарда похищают Зехру. В результате Ящерица говорит Барону, что убьет Стюарда, но Ящерица и Унсал возвращают Стюарда американцам, чтобы спасти Зехру. Затем Барон поручает Ящерице и Унсалу украсть 1000-летнее ожерелье византийской принцессы. Ящерице и его партнеру Унсалу это удается, но позже выясняется, что Сократ не умер, а пришел к Барону и убил его. Когда Барон умирает, миссия по поиску сокровищ заканчивается, и Ящерица и комиссар Унсал возвращаются к своей нормальной жизни.
Единственная цель Ящерицы сейчас — жениться на Зехре и начать новую жизнь как Ахмет Шимшек. Но Сократ не умер, и он намерен отомстить Ящерице. Тем временем Ящерица узнает, что у него есть дочь по имени Шейма от женщины, которую он встретил много лет назад, когда был бабником, и эта девочка также является внучкой Сократа. Другими словами, Ящерица много лет назад познакомился и флиртовал с собственной дочерью Сократа. Благодаря Акынджи, Ящерица воссоединяется со своей дочерью Шеймой, но отправляет Шейму в Кастамону со своей сестрой Бетюль, потому что Сократ преследует его.
Акынджи, помогая угнетенному народу и не показывая свет божий угнетателям, со временем становится персонажем, имя которого у всех на слуху. Многие люди, особенно Ящерица и Сократ, задаются вопросом, кто такой Акынджи, и преследуют его.  Акынджи появляется как человек, которого никто не может предсказать. Он муэдзин района, Хиджаби. Хиджаби брал уроки защиты и боя у очень опытного и религиозного учителя в детстве и пообещал своему учителю, что будет использовать этот навык против угнетателей.
Сократ нанимает старого друга, убийцу по прозвищу Призрак, чтобы убить Ящерицу и Акынджи. Однако Призрак не может справиться с этой задачей, и его убивает Дели Кенан. Сократ, с другой стороны, начинает сомневаться в личности Акынджи Муэдзина Хиджаби во время его убийств, и однажды ночью, когда Хиджаби нет дома, он пробирается в его дом, но в итоге ничего не нашёл. Когда Сократ, разочарованный, собирался уйти, он заметил подвал и вошел в него. Когда он входит туда, все раскрывается, и он узнает, что Акынджи это Хиджаби.
В конце концов, Сократа убивает Ящерица, и Ящерица наконец отдыхает. Но на этот раз человек по прозвищу Красный Дракон, живущий в Германии, узнает, что его брат Призрак убит, и немедленно приезжает в Турцию, Стамбул, чтобы отомстить.
Красный Дракон решает убить всех своих близких вместе с Акынджи, которого он считает убийцей своего брата Призрака. Сначала он рубит своим мечом Дели Кенана, его людей и Шевкет. Дели Кенан и Шевкет доставлены в больницу и выжили, но люди Кенана умирают. Комиссар Унсал и Левент принимают меры после обнаружения присутствия Красного Дракона в Турции. В финале сезона комиссар Унсала убили из пистолета человеком Красного Дракона. Зехру также похищают. В машине Мелис и Кары Кемаль взрывается бомба, Хиджаби и её возлюбленного Гизема обстреливают пулями. Ящерица отправляется спасать свою возлюбленную Зехру. Но Красный Дракон поджигает хижину Зехры, рубит Ящерицу своим мечом и швыряет его в бездну. Наконец, Красный Дракон, сражающийся с Акынджи, падает в пропасть, но, уходя, берет с собой Акынджи.

### 3-й сезон (2016)
Ящерица, Зехра, Комиссар Унсал, Акынджи и Красный Дракон погибли из-за резни, совершенной Красным Драконом в прошлом сезоне, и прошло почти два года с тех пор, как все это произошло. Все в округе построили свою жизнь: Тюлин вышла замуж за Азми Ходжа, и они стали жить в особняке с приемными детьми. Спустя годы, когда комиссар по имени Мурат и двоюродная сестра Зехры, Зейнеп Шанлы переедут в этот район, старые тетради будут вновь открыты. Потому что и у комиссара Мурата, и у Зейнеп Шанлы есть большой секрет о своем прошлом, и они оба ненавидят Красного Дракона. На самом деле, Мурат Комиссар и Зейнеп Шанлы — это сами Ящерица и Зехра, они не известны только потому, что изменили лица с помощью пластической хирургии и пытаются отомстить друг другу, не зная, что друг друга живы. Кроме того, когда выясняется, что Красный Дракон и Акынджи не мертвы, между двумя сторонами снова начинается борьба. После того, как его показали мертвым, Ящерицу обучают как агента Национального разведывательного управления, и он продолжает свою жизнь в качестве полицейского и агента разведки, с другой стороны. Работая с разведкой, он хочет захватить Совет, который является секретной организацией в Турции, возглавляемой Красным Драконом, и пытается отомстить за Зехру, убив Красного Дракона. В финале и Зехра, и Ящерица, и Гизем, и Хиджаби женятся. Ящерица избавляется от всех неприятностей своего прошлого и начинает чистую жизнь с Акынджи (Хиджаби) в полицейском управлении…

## В Ролях
- Тимур Аджар — Ящерица (Кертенкеле), Зия Ходжа, Кара Фарук, Ахмет Шимшек
- Сера Токдемир — Зехра Шанлы
- Ахмет Каякесен — Комиссар Мурат, Ай Йылдызлы адам
- Асена Тугал — Зейнеп Шанлы, Девушка в маске
- Фатих Доган — Хиджаби, Акынджи
- Умут Огуз — Шевкет
- Йылдырым Мемишоглу — Дели Кенан
- Тураби Чамкыран — Кара Кемаль
- Дилшад Шимшек — Мелис Шанлы
- Мехтап Байри — Тюлин
- Эда Озеркан — Селин
- Шемси Инкая — Экрем Шанлы
- Серкан Куру — Семих Озтюрк
- Эрдинч Гюленер — Комиссар Унсал
- Синан Чалышканоглу — Комиссар Левент
- Сезер Узуноглу — Красный Дракон
- Дуйгу Йылдыз —

Бетюль Ахтер
- Джем Эмюлер — Феррух Шанлы
- Бихтер Динчел — Хале Оздемир
- Левент Инал — Сократ
- Хидайет Эрдинч — Барон